# Tomáš Bucháček
Tomáš Bucháček, né le 7 mars 1978 à Neplachovice, est un coureur cycliste tchèque.

## Palmarès
- 2004
  - 2e étape du Tour de Bohême
- 2005
  - 2e de Brno-Velká Bíteš-Brno
  - 2e du championnat de République tchèque sur route
- 2006
  - 9e étape du Tour de Bulgarie
  - 2e du Grand Prix Bradlo
- 2007
  -  Champion de République tchèque sur route
  - 2e étape du Circuit des Ardennes
  - 2e étape du Tour du Loir-et-Cher
- 2010
  - 2e du Czech Cycling Tour
  - 2e du Mémorial Henryka Lasaka
- 2011
  - 4e étape du Tour du Loir-et-Cher
  - 1re étape de la Course de Solidarność et des champions olympiques
  - Classement général du Tour de Vysočina
  - 3e de Brno-Velká Bíteš-Brno
- 2012
  - 1re étape du Czech Cycling Tour (contre-la-montre par équipes)
  - 5e étape du Tour de Vysočina
  - 2e du Tour de Vysočina
  - 3e du Tour Bohemia
- 2013
  - 2e étape du Tour de Vysočina
  - 2e du Tour de Vysočina
- 2016
  - Velká Bíteš-Brno-Velká Bíteš
  - Classement général du Tour de Vysočina
- 2017
  - 3e étape du Tour de Vysočina
  - 1re étape du Czech Cycling Tour (contre-la-montre par équipes)
  - 3e du Tour de Vysočina

## Classements mondiaux
| Année           | 2005 | 2006 | 2007 | 2008 | 2009 | 2010 | 2011 | 2012 | 2013 | 2014 |
| --------------- | ---- | ---- | ---- | ---- | ---- | ---- | ---- | ---- | ---- | ---- |
| UCI Europe Tour | 431e | 264e | 183e |      |      | 240e | 223e | 281e | 520e | 899e |